# Dommartin-Dampierre
Dommartin-Dampierre ist eine französische Gemeinde mit 75 Einwohnern (Stand 1. Januar 2022) im Département Marne in der Region Grand Est. Sie gehört zum Kanton Argonne Suippe et Vesle und zum Arrondissement Châlons-en-Champagne. 

## Geografie
Die Gemeinde liegt 40 Kilometer westlich von Verdun am Fluss Auve.
Sie ist umgeben von folgenden Nachbargemeinden:
| Valmy                 | Braux-Sainte-Cohière                        | Chaudefontaine |
|                       | Kompassrose, die auf Nachbargemeinden zeigt | Argers         |
| Voilemont, Gizaucourt |                                             | Élise-Daucourt |

## Geschichte
Die Dörfer Dommartin-la-Planchette und Dampierre-sur-Auve wurden 1967 zur heutigen Gemeinde zusammengeschlossen.

### Bevölkerungsentwicklung
| Jahr                       | 1962 | 1968 | 1975 | 1982 | 1990 | 1999 | 2008 | 2018 |
| -------------------------- | ---- | ---- | ---- | ---- | ---- | ---- | ---- | ---- |
| Einwohner                  | 57   | 83   | 78   | 83   | 95   | 70   | 72   | 67   |
| Quellen: Cassini und INSEE |      |      |      |      |      |      |      |      |